# Římskokatolická farnost Čelákovice
Římskokatolická farnost Čelákovice je jedno z územních společenství římských katolíků ve staroboleslavském vikariátu s farním kostelem Nanebevzetí Panny Marie v Čelákovicích.

## Dějiny farnosti
Od roku 1352 byla v Čelákovicích plebánie a v roce 1652 zde byla obnovena farnost a zavedena matrika, která bylo roku 1713 povýšena na děkanství.  
Od roku 1976 byla k farnosti připojena obec Mochov. Od 1. července 1994 je opět farností spadající pod staroboleslavský vikariát.  
Matriky vedené ve farnosti od roku 1652 byly dočasně uloženy na MÚ Čelákovice a od roku 1950 jsou opět uloženy ve farnosti. 
Starší názvy obce: Čelakovice; Čelakovicium; Čelakowitz

## Kostely farnosti
| Kostel                              | Místo            | Bohoslužba                                                                                                  |
| ----------------------------------- | ---------------- | --- |
| Nanebevzetí Panny Marie             | Čelákovice       | ne 9:30, st pá 17.30 v zimním období v 15.30 v kapli na faře br />před každou bohoslužbou modlitba růženceu |
| sv. Bartoloměje                     | Mochov           | ne 8:00 |
| sv. Václava                         | Nehvizdy         | ne 11:00 |
| sv. Vojtěcha                        | Přerov nad Labem | so 17:30 |
| sv. Máří Magdaleny                  | Semice           | |
| Kaplička sv. Vojtěcha nad studánkou | Přerov nad Labem | |
| sv. Martina                         | Vyšehořovice     | I.neděle v měsíci v 14.00                                                                                   |
| sv. Havla                           | Vykáň            | |

## Administrátor
- od 1.11.2017 ThLic. Sebastian Kopeć
- od 1.10.2017 Libor Bulín exc. (dojíždějící duchovní správce)
- 1.11.2014 – 1.10:2017 JCLic.Mgr. Mikuláš Uličný, MBA
- 1971–2014 P. Richard Scheuch (v roce 2015 oceněn Výroční cenou města Čelákovic)